# 九六共識
九六共識是由中華民國前副總統呂秀蓮所提出的一項建議性共識，其內容是指：臺灣在1996年3月23日首次民選總統之後，就已明確確立為一主權國家，不為其他國家所控制，因為只有主權國家的人民才有權以自由民主的方式選舉出自己的國家元首。參加2024年總統選舉的柯文哲也使用了該概念。

## 歷史

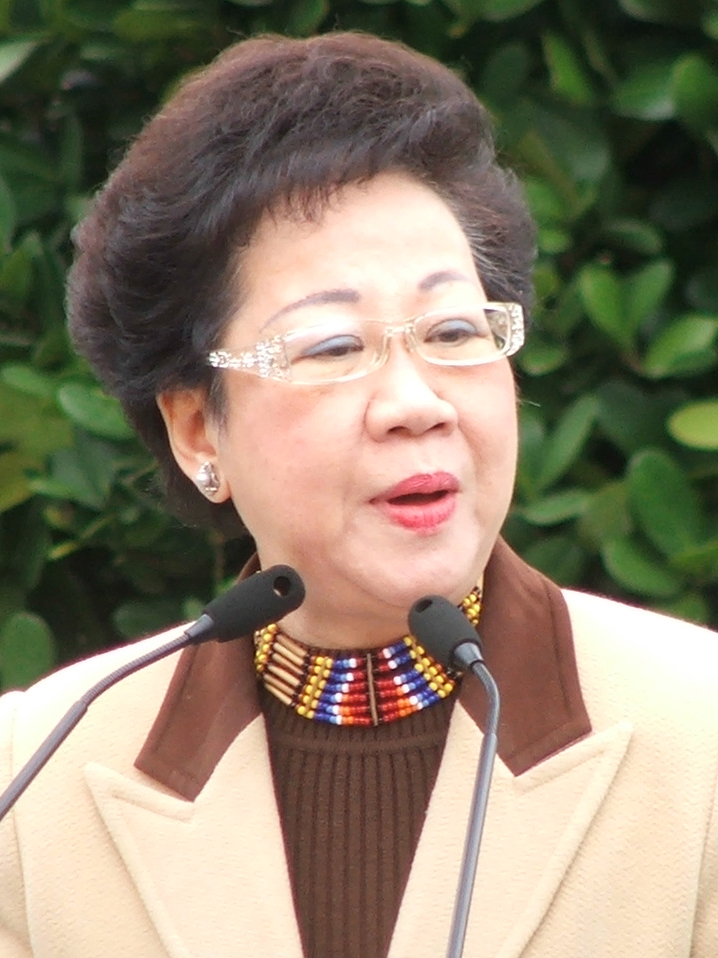
中華民國第一位女性副總統呂秀蓮

1994年，第二屆國民大會臨時會正式通過了「總統、副總統由人民直接選舉」的《中華民國憲法增修條文》第10條，明訂「總統選舉方式自第九任總統改由中华民国自由地区人民直接投票產生」，這是台灣人民第一次有機會直接投票來決定總統。
2010年，時任《玉山周報》創辦人的呂秀蓮於專訪中國國民黨籍的時任總統馬英九時表示，1996年的總統大選是「台灣人民第一次用選票選出國家領導人，其間中國3度試射飛彈恫嚇，美國柯林頓總統卻派2艘航空母艦暗中協防臺灣」，「從那天開始，台灣中華民國在事實及法理上已經是主權獨立國家，台灣人民選出來的總統就叫中華民國總統，這是藍綠陣營的最大公約數」；她將此稱為「九六共識」，作為凝聚國民對國家定位及台灣認同的基礎。呂秀蓮認為，九二共識不存在，九六共識比九二共識更能凝聚台灣人民的國家認同。
2010年3月18日，呂秀蓮結合民主進步黨、台灣團結聯盟與三十多個本土社團，宣布成立「九六共識推動聯盟」，主張「總統民選，主權獨立」，呼籲各界響應確認1996年3月23日台灣首次總統民選日為「國家主權獨立紀念日」，並要求馬英九勿再提九二共識。曾任行政院大陸委員會主任委員的台灣團結聯盟主席黃昆輝說，呂秀蓮推動九六共識，目標正確、有深遠意義，民選總統是主權獨立國家的具體展現，「只有九六共識，沒有九二共識」。
2010年3月26日，九六共識推動聯盟在高雄市舉辦「326遊行」，高雄縣長楊秋興與多名高雄市議員參選人參與，百餘人邊走邊喊「台灣、中國，一邊一國」，訴求台灣主權獨立。
2010年3月27日，九六共識推動聯盟在台北市二二八和平紀念公園露天音樂台舉辦「96共識公民大會」，與會者一起拉「獨立鐘」象徵「總統民選，台灣主權獨立」；呂秀蓮說，1996年的總統直選同時具備「人民認同、土地認同、國際認同」三大要素，曾在本次選舉行使投票權的人均應共同確認台灣早在1996年就已成為主權獨立的國家；黃昆輝則重申，沒有九二共識、只有九六共識。
2010年10月15日，呂秀蓮重申，台灣應有九六共識，台灣在1996年民選總統時即已獨立，大家應建立新的中國觀，「不要反共了，不要停留在『萬惡共匪』的時代」，應結束二二八事件的悲情，用人民力量改變兩岸關係。
2011年1月12日，呂秀蓮在立法院舉行「民進黨初選三部曲」記者會，她說，《中華民國憲法》在台灣實施本身就有很多歷史的謬誤，如果用憲法作為國家定位，可能引起更多紛爭；她不認同謝長廷倡議的憲法共識，她認為所有的爭議只要有九六共識就可以化解，「台灣在1996年3月23日就有民選總統的誕生，定位那一天是台灣主權獨立，那是既定的事實，比台灣量身訂做的憲法會好一點」；她說，台灣主權早已獨立，有關國號或許台灣內部還意見分歧，不過這點大家可以再商議。
2011年3月20日，呂秀蓮在《今日新聞網》的專訪中說，台灣在1996年3月23日就已經由人民自主選出民選總統，「民選總統也是一種公民投票，而且台灣的民選總統也被國際認同，台灣已經獨立15年！」
2013年4月29日，呂秀蓮在台灣反一中顧主權連線成立大會中說，1996年民選總統是台灣各黨各派共同落實國民主權意志的實踐、是屬於台灣2300萬人的九六共識；九六共識不但可以替代「國民黨及共產黨自創」的九二共識，也證明台灣已經在1996年獨立。她同時批評，姚人多所說「台獨沒有市場」一語的意思是認為台灣尚未獨立，「完全忽略了九六共識，是他對歷史認知的問題。我是要提醒他，這不是市場的問題：台灣已經獨立了、而且實現17年了，你能否認嗎？」
2013年12月27日，呂秀蓮說，1991年的民進黨台獨黨綱指出，如果台灣共和國要成立，需要公民投票；但1996年，台灣人民無分藍綠，共同投票行使公民直選總統的選舉權，那時就定調台灣已經以公民投票決定是一個主權獨立國家，國號還是「中華民國」。呂秀蓮說，由於1996年的總統直選，民進黨才有1999年的〈台灣前途決議文〉；〈台灣前途決議文〉第一句就是「台灣是主權獨立的國家」，這句話已經推翻台獨黨綱所說「如果台灣共和國要成立」，因為已經實現了，目前國號叫「中華民國」，任何現狀改變需要2300萬人投票決定。
2023年3月31日，台灣民眾黨發布了黨主席柯文哲訪問美國之前在黨內的演講，談到「九六共識」等議題。他提出：台灣沒有「九二共識」，只有「九六共識」；1996年第一次直選總統時，台灣主體性就建立了等論述。將此作為凝聚對內認同的依據。

## 外部連結
- 世界台灣大未來，台-中關係正常化